# Smrt kao kraj
Smrt kao kraj (izdan 1944.) je detektivski roman Agathe Christie. Ovaj roman je neobičan za Agathu Christie iz ovih razloga: Roman nije smješten u XX. stoljeću, nego u 2000. pr. Kr., i nema niti jednog europskog lika.

## Radnja
Egipat. 2000 godina prije nove ere. Ubojstvo prije četiri tisuće godina... Tražeći spokojstvo i utjehu poslije smrti svog muža, Renisen se vraća u kuću svog oca na obali Nila. Ali iza privida mirnog i bogatog doma, vrebaju pohlepa, požuda i mržnja. S dolaskom arogantne prostitutke Nofret, uzavrele porodične strasti vode u ubojstvo...